# 愛知県道・岐阜県道8号津島南濃線

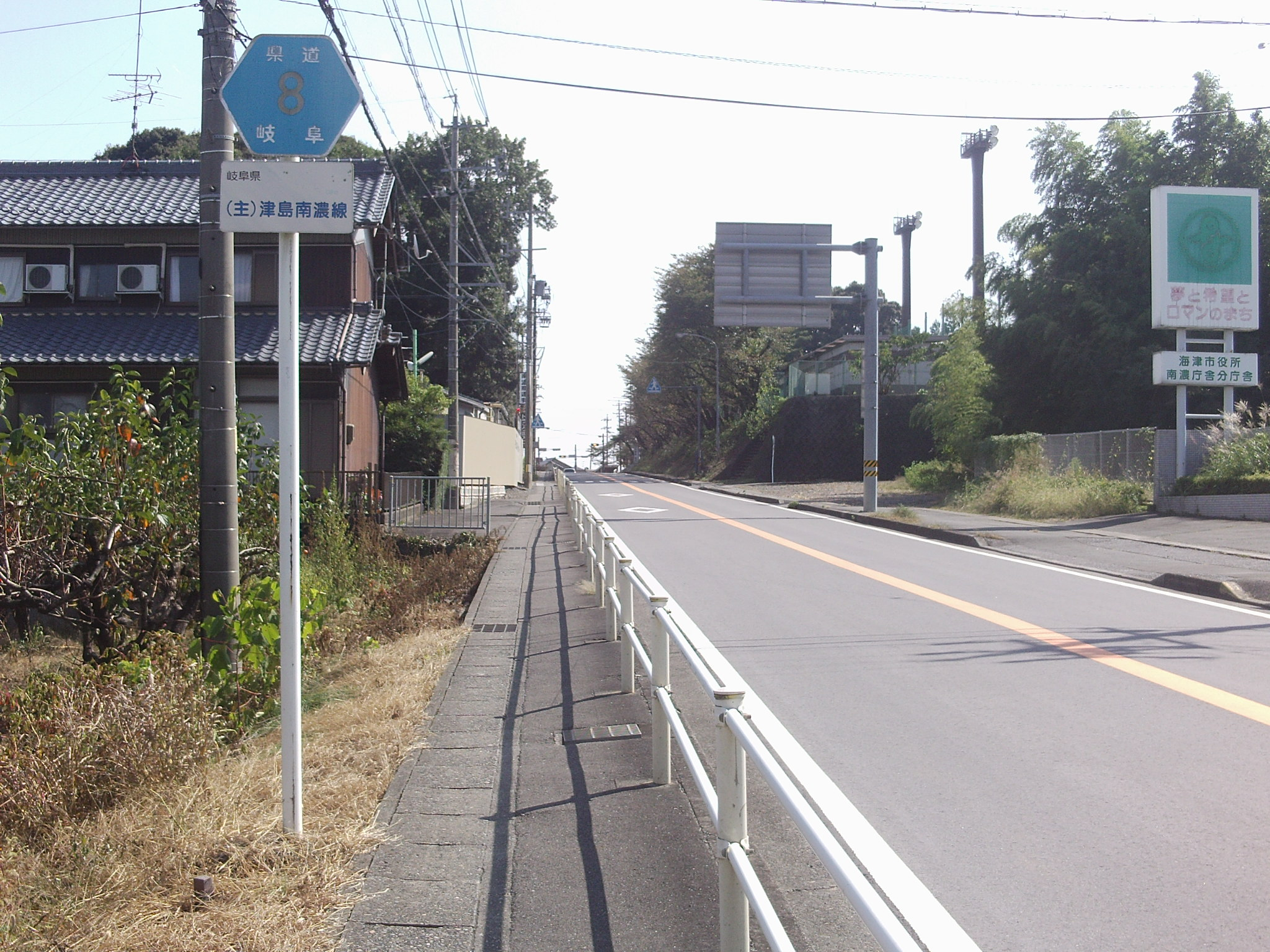
岐阜県海津市南濃町駒野

愛知県道・岐阜県道8号津島南濃線（あいちけんどう・ぎふけんどう8ごう つしまなんのうせん）は、愛知県津島市から岐阜県海津市に至る主要地方道に指定された県道である。

## 概要

### 路線データ
岐阜県法規集に基づく起終点および経過地は次のとおり
- 起点：愛知県津島市（西柳原交差点＝愛知県道458号一宮弥富線交点）
- 終点：岐阜県海津市南濃町（駒野交差点＝国道258号交点、岐阜県道56号南濃関ケ原線起点）
- 重要な経過地：愛西市、海津市海津町

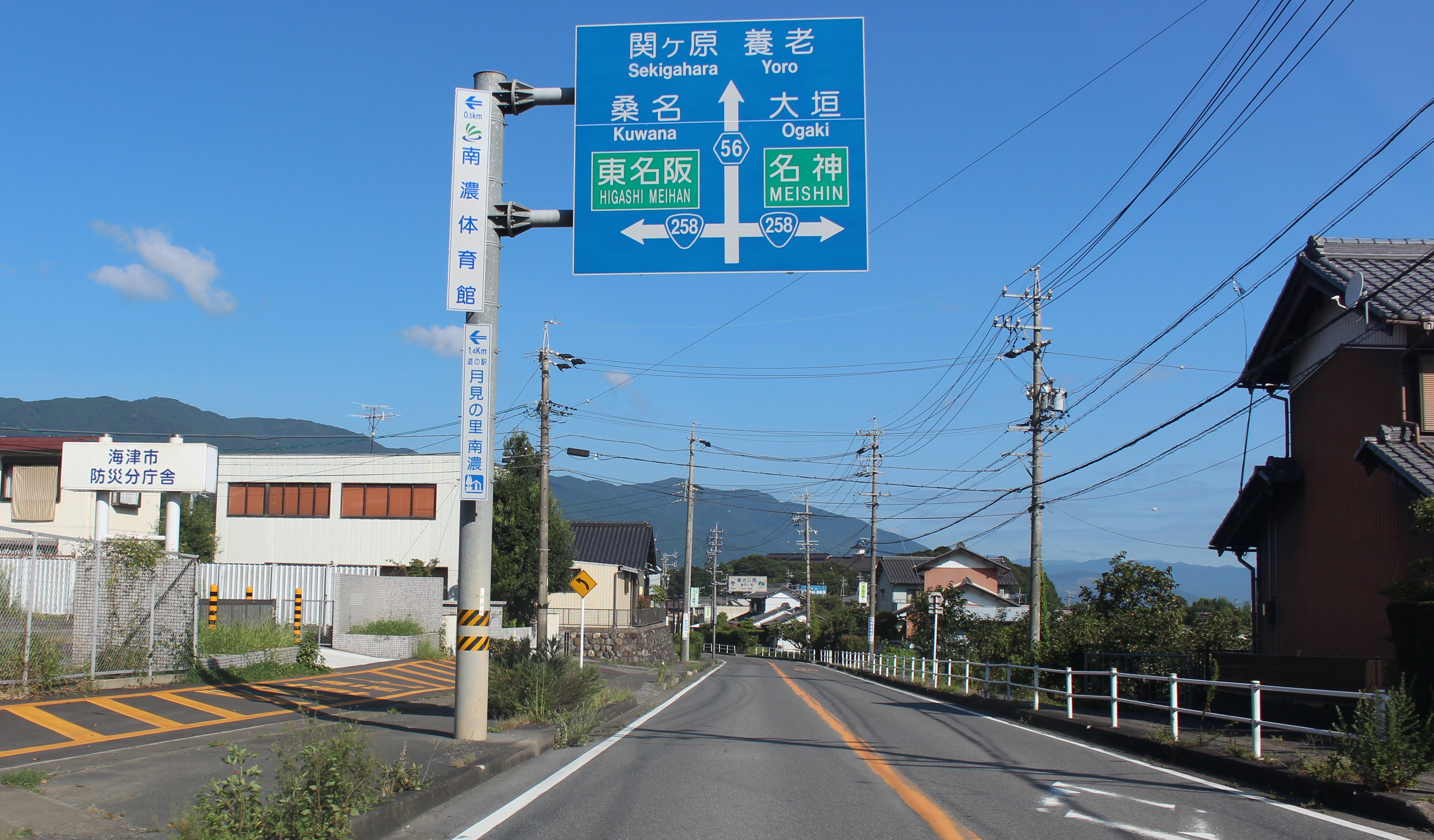
終点となる国道258号との岐阜県海津市南濃町の駒野交差点で、岐阜県道56号南濃関ケ原線に接続する。

## 歴史
- 1956年（昭和31年）11月29日：愛知県道認定

## 路線状況

### 通称
- 水郷ハナミズキ街道（海津市）
- 薩摩カイコウズ街道（海津市、養老町、大垣市、関ケ原町）

### 重複区間
- 岐阜県道1号岐阜南濃線（海津市海津町鹿野 - 同市海津町馬目）

### 道路施設
- 東海大橋（木曽川、長良川）、1987年（昭和62年）に無料化された
- 福岡大橋（揖斐川、津屋川）

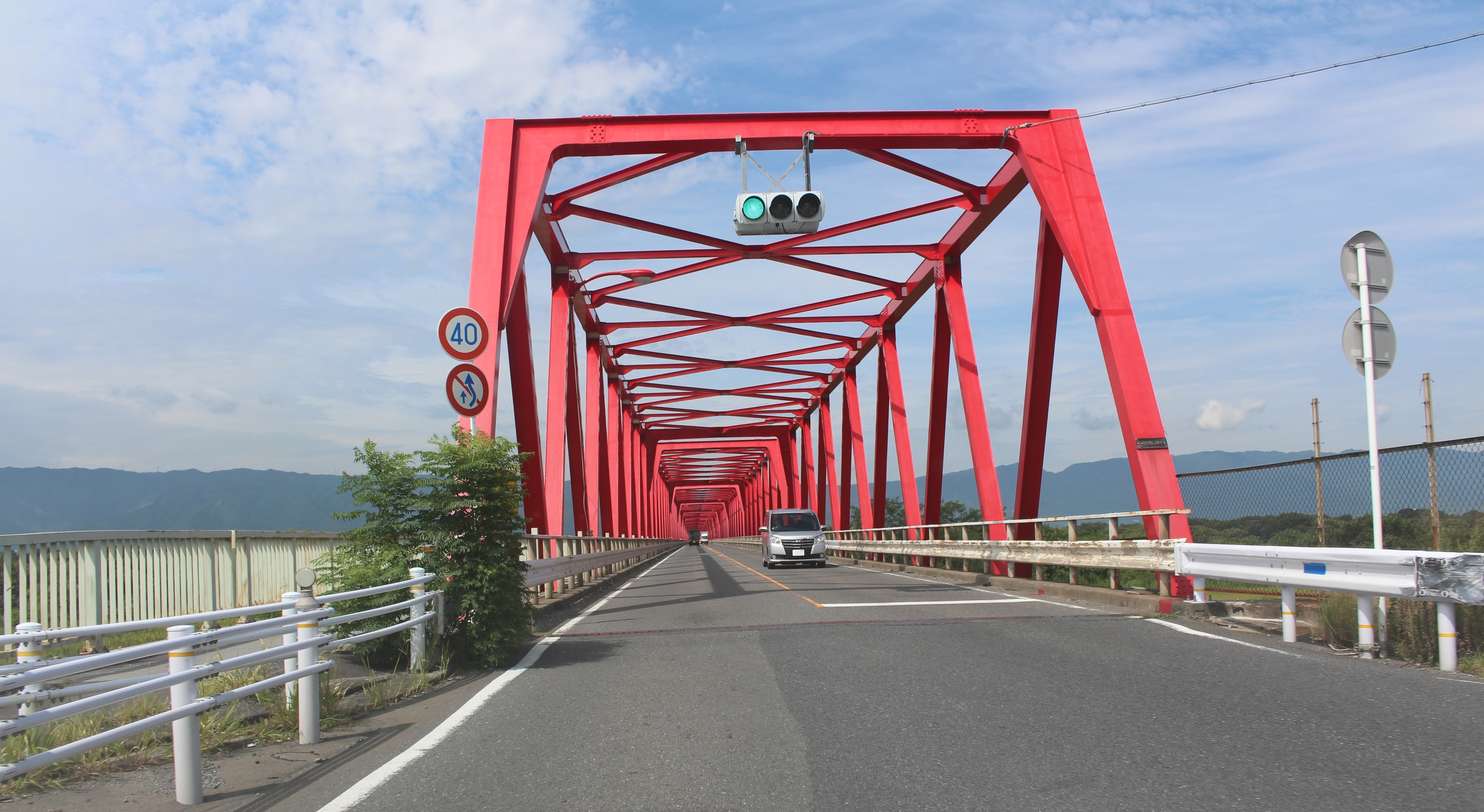
木曽川と長良川に架かる東海大橋、木曽川の左岸上流側で愛知県道512号給父稲沢線が接続し、長良川の右岸で岐阜県道23号北方多度線と交差する
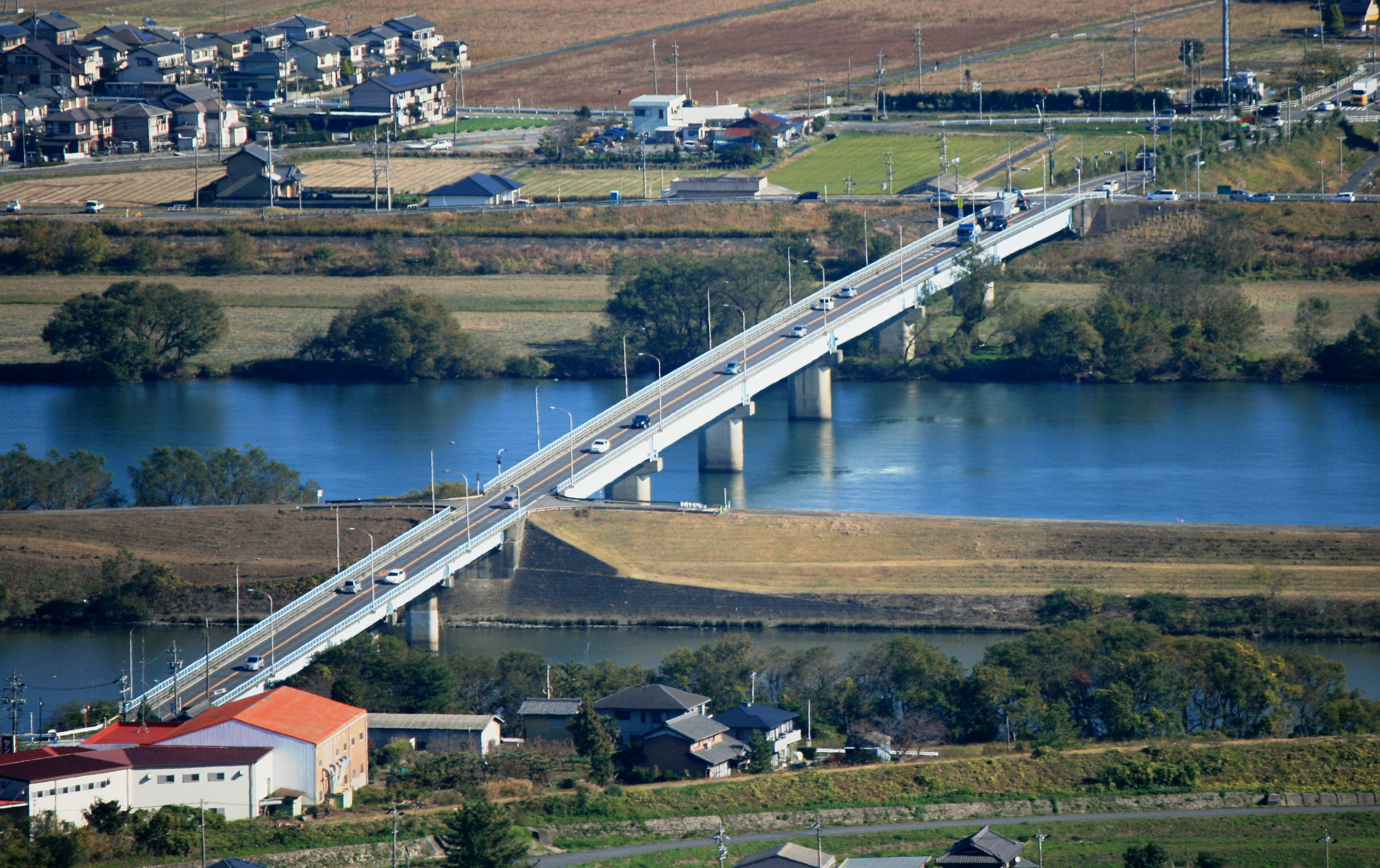
揖斐川に架かる福岡大橋、左岸で岐阜県道220号安八海津線と交差する

## 地理

### 通過する自治体
- 愛知県
  - 津島市 - 愛西市
- 岐阜県
  - 海津市

### 交差する道路
- 愛知県道458号一宮弥富線（津島市、西柳原交差点）
- 愛知県道129号尾西津島線（津島市、申塚町交差点）
- 愛知県道120号津島海津線（津島市、申塚町交差点・町方新田新西馬交差点）
- 国道155号（津島市、申塚町交差点 - 観音町交差点で重複）
- 愛知県道79号あま愛西線（津島市、町方新田西交差点）
- 愛知県道126号給父西枇杷島線（津島市、江西交差点）
- 愛知県道128号給父清須線（津島市、藤ヶ瀬交差点）
- 愛知県道512号給父稲沢線（津島市、藤ヶ瀬交差点）
- 岐阜県道23号北方多度線（海津市、東海大橋西交差点）
- 岐阜県道1号岐阜南濃線（海津市、鹿野交差点 - 馬目交差点で重複）
- 岐阜県道218号木曽三川公園線（海津市、鹿野交差点）
- 岐阜県道220号安八海津線（海津市、福岡大橋東交差点）
- 国道258号（海津市、駒野交差点）
- 岐阜県道56号南濃関ケ原線（海津市、駒野交差点）

### 沿線

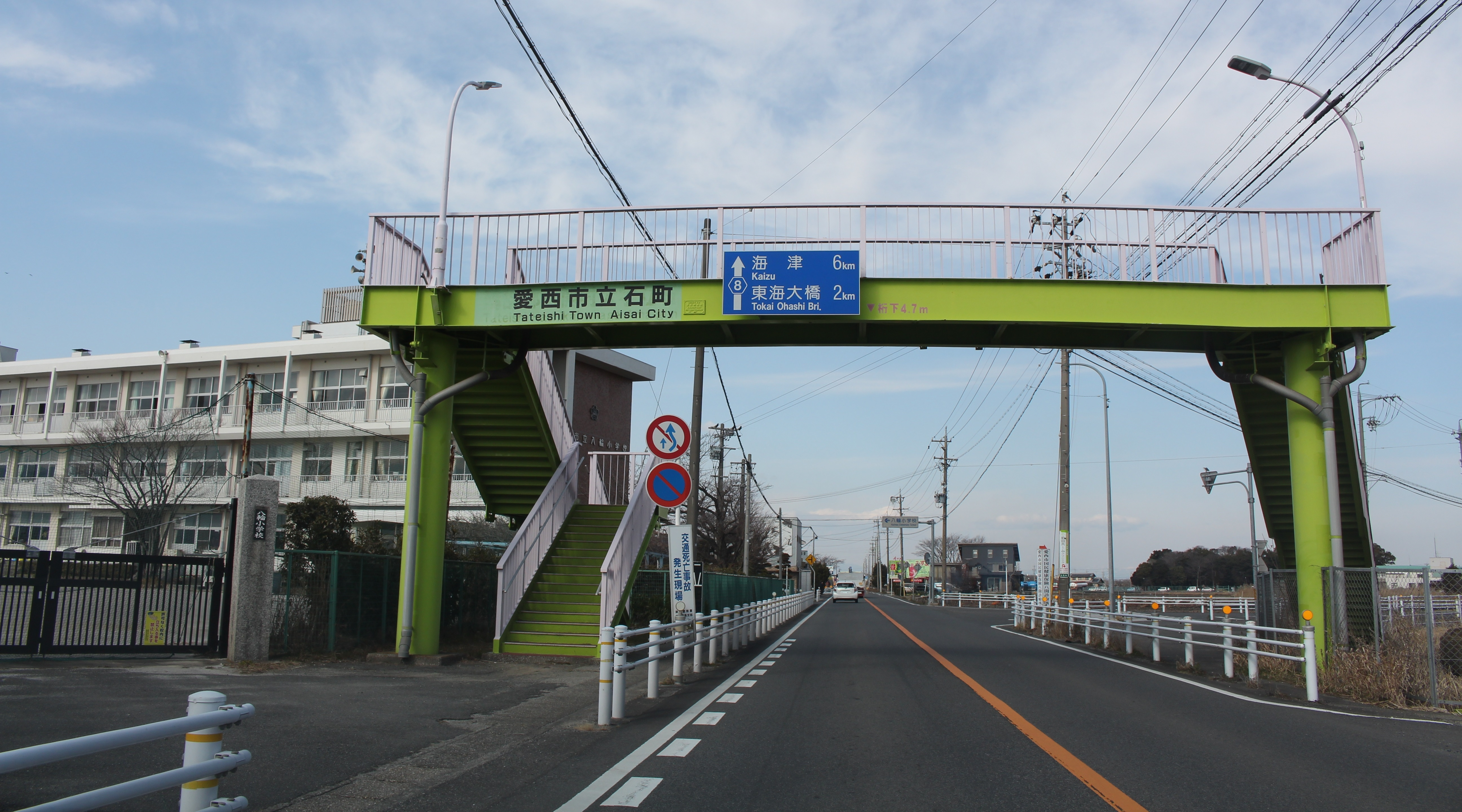
愛西市立八輪小学校、愛西市立石町

- 津島市立北小学校
- 津島郵便局

- 愛西市立八輪小学校
- 岐阜県立海津明誠高等学校
- 岐阜県警察海津警察署
- 海津市役所南濃庁舎